# 훈의초: 라벤더
훈의초: 라벤더(熏衣草, Lavender)는 홍콩에서 제작된 엽금홍 감독의 2000년 드라마, 멜로/로맨스 영화이다. 금성무 등이 주연으로 출연하였고 추문회 등이 제작에 참여하였다.

## 출연

### 주연
- 금성무
- 진혜림
- 진혁신

### 조연
- 진혁신
- 정패패
- 윤자유

## 제작진
- 미술: 반지위
- 미술: 황병요
- 미술: 해중문
- 의상: 오리로
- 제작총연출: 제조준
- 제작총연출: 진석강